# René Favaloro
René Gerónimo Favaloro (ur. 12 lipca 1923 w La Placie, zm. 29 lipca 2000 w Buenos Aires) – argentyński kardiochirurg znany z przeprowadzenia w 1967 pionierskiej operacji wszczepienia pomostów naczyniowych (tzw. bypassów), omijających miejsce zwężenia w tętnicy wieńcowej, stosowanej obecnie powszechnie w niektórych przypadkach zawału serca i zaawansowanej chorobie wieńcowej. Przeprowadził też pierwszą udaną operację przeszczepienia serca w Argentynie.